# Бабикіна Марія Пилипівна
Марія Пилипівна Бабикіна (нар. 5 травня 1919, тепер Полтавської області — ?) — українська радянська діячка, завідувач свиноферми колгоспу імені Сталіна («Жовтень») Великобагачанського району Полтавської області. Депутат Верховної Ради СРСР 5-го скликання.

## Життєпис
Народилася 5 травня 1919 року в селянській родині. Освіта неповна середня.
З 1932 року працювала колгоспницею, ланковою, свинаркою в колгоспі імені Сталіна Великобагачанського району Полтавської області.
З 1956 року — завідувач свиноферми колгоспу імені Сталіна («Жовтень») села Білоцерківка Великобагачанського району Полтавської області.
Член КПРС з 1959 року.
Потім — на пенсії в селі Білоцерківка Великобагачанського району Полтавської області.

## Нагороди
- орден «Знак Пошани» (26.02.1958)
- медалі